# Madeleine Rolland
Pour les articles homonymes, voir Rolland.
Madeleine Rolland, née le 17 octobre 1872 à Clamecy et morte 1er avril 1960 à Créteil est une traductrice française. Elle est une des cadres de la section française de la Ligue internationale des femmes pour la paix et la liberté.

## Biographie
Agrégée d'anglais en 1901, Madeleine Rolland enseigne à Paris à la Guilde (futur Institut franco-britannique).  
À partir de 1919, elle remplit les rôles, pour son frère, Romain Rolland, de secrétaire et d'interprète. Cette même année, elle rejoint le comité de la Ligue internationale des femmes pour la paix et la liberté.
Traductrice, notamment de Tess d'Urberville de Thomas Hardy, elle publie également À quatre voix de Rabindranath Tagore.  
Passionnée par l'Inde et maîtrisant la langue anglaise, c'est elle qui permet à Romain Rolland d'entrer en contact avec Rabindranath Tagore et Gandhi. Elle a ainsi une correspondance épistolaire nourrie avec Madeleine Slade.
Elle passe l'Occupation à Dijon, chez Yvonne Paquet. À la Libération, les deux femmes y animent une section de l'Union des femmes françaises.

## Influence
Elle inspire le personnage d'Antoinette dans le roman de son frère Jean-Christophe.